# Tanacetum vahlii
Tanacetum vahlii — вид рослин з роду пижмо (Tanacetum) й родини айстрових (Asteraceae).

## Опис
Рослина сіро-біло волосиста. Листків мало, довгасті, 2-перисторозділені; сегменти лінійні, гострі. Квіткові голови в нещільному щитку в кількості 3–8.

## Середовище проживання
Ендемік Іспанії. Росте в горах.